# 肖娜·麦卡林
肖娜·麦卡林（英語：Shona McCallin，1992年5月18日—），英国女子曲棍球运动员。她曾代表英国国家队参加2016年和2020年夏季奥林匹克运动会曲棍球比赛，获得一枚金牌和一枚铜牌。